# Servicio Exterior Mexicano
El Servicio Exterior Mexicano es el cuerpo permanente de funcionarios del Estado, encargado específicamente de representarlo en el extranjero y responsable de ejecutar la política exterior de México, de conformidad con los principios normativos que establece la Constitución Política de los Estados Unidos Mexicanos. El Servicio Exterior depende del Ejecutivo Federal. Su dirección y administración están a cargo de la Secretaría de Relaciones Exteriores, conforme a lo dispuesto por la Ley Orgánica de la Administración Pública Federal y a los lineamientos de política exterior que señale el Presidente de la República, de conformidad con las facultades que le confiere la propia Constitución.
Corresponde al Servicio Exterior: 
1. Promover y salvaguardar los intereses nacionales ante los Estados extranjeros y en los organismos y reuniones internacionales en los que participe México, actuando de manera oportuna y eficaz;
2. Proteger, de conformidad con los principios y normas del derecho internacional, la dignidad y los derechos de los mexicanos en el extranjero y ejercer las acciones encaminadas a satisfacer sus legítimas reclamaciones;
3. Mantener y fomentar las relaciones entre México y los miembros de la comunidad internacional e intervenir en todos los aspectos de esos vínculos que sean competencia del Estado;
4. Intervenir en la celebración de tratados;
5. Cuidar el cumplimiento de los tratados de los que México sea parte y de las obligaciones internacionales que correspondan
6. Velar y fortalecer el prestigio del país en el exterior, a través del ejercicio de las Actividades Diplomáticas;
7. Participar en todo esfuerzo regional o mundial que tienda al mantenimiento de la paz y la seguridad internacionales, al mejoramiento de las relaciones entre los Estados y a promover y preservar un orden internacional justo y equitativo. En todo caso, atenderá en primer término los intereses nacionales;
8. Promover el conocimiento de la cultura nacional en el exterior y ampliar la presencia de México en el mundo;
9. Recabar en el extranjero la información que pueda ser de interés para México y procurar la difusión en el exterior de información que contribuya a un mejor conocimiento de la realidad nacional;
10. Coadyuvar a la mejor inserción económica de México en el mundo;
11. Destinar los ingresos recibidos por los servicios establecidos en la Ley Federal de Derechos, prestados por cualquier representación consular en el extranjero, con el objeto de cubrir, previa autorización de la Secretaría, los gastos relativos a las actividades y programas de la misma, en términos del Reglamento.
12. Contribuir al mejor desarrollo de las Actividades Diplomáticas del Estado mediante la coordinación con las dependencias y entidades de la Administración Pública Federal y con cualquier otra instancia del sector público que intervenga en dichas actividades, así como a través de mecanismos de concertación de acciones o consultivos con otros grupos y actores, sociales y privados, y
13. Las demás funciones que señalen al Servicio Exterior ésta y otras leyes y reglamentos, así como los tratados de los que México sea parte.

## Historia
Su creación fue casi inmediata a la formación del gobierno, una vez consumada la Independencia. Fue el primer Servicio Civil de Carrera y prácticamente el único que existió dentro de la Administración Pública Federal durante los dos primeros siglos de vida nacional.[cita requerida]
El Servicio Exterior Mexicano siempre ha sido parte intrínseca del proyecto mismo de Nación. Con el Reglamento para el Gobierno Interior y Exterior de las Secretarías de Estado y del Despacho (8 de noviembre de 1821), al crearse la Secretaría de Relaciones Exteriores e Interiores, se dispuso que debiera contarse con Oficiales de Cancillería y Diplomáticos. Al año siguiente (7 de mayo de 1822), se expedía un decreto con reglas para los nombramientos, instrucciones y sueldos del personal diplomático. En octubre de 1829, Vicente Guerrero promulgó la primera Ley del Servicio Exterior.[cita requerida]
En sus orígenes, la meta del Servicio Exterior Mexicano fue lograr el reconocimiento del México Independiente por parte de los estados más importantes y además, por su peso religioso, de parte de la Santa Sede. Después, preservar la integridad del territorio, la defensa de la soberanía y la legitimidad del gobierno propio. Más adelante, se consagró a mostrar una imagen de un México reorganizado, con visión de justicia social y con proyectos de desarrollo.
Un siglo después, derivadas de la doctrina Carranza y preocupados por no condicionar el reconocimiento de gobiernos a cambio de concesiones ominosas y de reivindicación de los derechos soberanos del Estado sobre sus recursos naturales, la Diplomacia Mexicana se consagró a postular principios de manera perseverante hasta lograr convertirlos en Norma Internacional dentro de la constitución de la Organización de las Naciones Unidas, así como de la Organización de Estados Americanos. Estos principios terminarían quedando establecidos en el texto de la Constitución Política de los Estados Unidos Mexicanos.

## Integración
El Servicio Exterior se integra por personal de carrera, personal temporal y personal asimilado y comprende las ramas diplomático-consular y técnico-administrativa. El personal de carrera es permanente y su desempeño se basa en los principios de preparación, competencia, capacidad y superación constante, a fin de establecer un servicio profesional para la ejecución de la política exterior de México. Es decir, a diferencia de la percepción del público general, los integrantes de carrera del Servicio Exterior Mexicano no dependen directamente para sus asignaciones de los cambios de gobierno, ya que constituyen un servicio permanente.  
| Rama Técnico-Adminsitrativa | Rama Diplomático Consular |
| --------------------------- | ------------------------- |
| Coordinador Adminsitrativo  | Embajador                 |
| Agregado Administrativo "A" | Ministro                  |
| Agregado Administrativo "B" | Consejero                 |
| Agregado Administrativo "C" | Primer Secretario         |
| Agregado Administrativo "D" | Segundo Secretario        |
| --                          | Tercer Secretario         |
| --                          | Agregado Diplomático      |

## Ingreso
El proceso para ingresar como Miembro del Servicio Exterior de carrera se realizará por oposición, mediante concursos públicos, que serán organizados en etapas eliminatorias y deberán contemplar, al menos, los siguientes elementos: 
1. Examen de cultura general orientado a las relaciones internacionales, en el caso de la rama Diplomático-Consular, y examen de conocimientos generales, en el caso de la rama TécnicoAdministrativa;
2. Examen de español;
3. Exámenes para comprobar el dominio del idioma inglés y la capacidad para traducir alguno de los otros idiomas oficiales de la Organización de las Naciones Unidas, así como de aquéllos que determine la Subcomisión de Ingreso;
4. Elaboración de un ensayo sobre un tema de actualidad en política exterior, en el caso de la rama Diplomático-Consular;
5. Entrevistas;
6. Exámenes médicos y psicológicos
7. Cursos especializados en el Instituto Matías Romero, cuya duración no excederá de seis meses, y
8. Un periodo de experiencia práctica en la Secretaría cuya duración no excederá de seis meses.

Quienes sean admitidos en el Instituto Matías Romero para ingresar a las ramas Diplomático-Consular y Técnico-Administrativa serán considerados, durante el tiempo que estudien en el mismo, como becarios. Transcurrido ese período, la Comisión de Personal evaluará su desempeño en la Secretaría para determinar si recomienda su nombramiento como Agregado Diplomático, en el caso de la rama Diplomático-Consular, o Agregado Administrativo “D”, en el caso de la rama Técnico-Administrativa. 

### Requisitos
Los candidatos a ingresar deberán cumplir con los siguientes requisitos: 
I. Ser mexicano por nacimiento y no tener otra nacionalidad, en pleno ejercicio de sus derechos civiles y políticos. Los mexicanos por nacimiento a los que otro Estado considere como sus nacionales, deberán presentar el certificado de nacionalidad mexicana y el documento de renuncia de la otra nacionalidad; 
II. No tener antecedentes de sanciones administrativas, o no haber sido condenado penalmente; 
III. Ser apto para el desempeño de las funciones del Servicio Exterior; 
IV. No ser ministro de algún culto religioso, y 
V. Tener por lo menos el grado académico de licenciatura por una universidad o institución de enseñanza superior mexicana o extranjera, con reconocimiento de validez oficial, asimismo deberá tomar los cursos que formen parte de los programas de capacitación que, en materia diplomática y consular imparta, el Instituto Matías Romero. (el requisito del grado de estudios para el ingreso a la rama Técnico-Administrativa será de al menos técnico superior universitario o equivalente). 

## Política exterior del Poder Ejecutivo Federal
Siendo un órgano del Estado mexicano dedicado a la diplomacia, queda sujeto al diseño o conceptualización e instrucciones de política exterior que le marque el titular del Ejecutivo Federal. A este último corresponde el privilegio exclusivo de formular la política exterior de conformidad con los principios constitucionales mexicanos y el proyecto de Nación en su enfoque externo; al Servicio Exterior Mexicano, contribuir a lograr esos objetivos a través de una diplomacia activa, responsable, honorable e inteligente.
No quiere decir esto que el diplomático mexicano no vislumbre objetivos de política exterior; de hecho, prepara análisis, recaba información y diseña propuestas, los cuales son insumos con los que la Cancillería Mexicana informa al presidente de la República. Corresponde a éste tomar las decisiones. Y éstas, aun y cuando no sean enteramente coincidentes con la opinión elaborada por los diplomáticos mexicanos, son ejecutadas por éstos de manera institucional y eficaz, sin objeción alguna.

## Funciones de la diplomacia mexicana
La diplomacia es un oficio que busca primeramente establecer relaciones constructivas, persuasivas, discretas, de confianza, que sumen y hagan avanzar los intereses del Estado mexicano, para lo cual se requieren perseverancia, paciencia, arduas negociaciones, fineza y mucho tacto. Para estos propósitos, se comisiona a los miembros del Servicio Exterior Mexicano a vivir y trabajar en otros países.

## Plantilla: plazas
El Servicio Exterior Mexicano cuenta con una plantilla de alrededor de 1,270 plazas de diferente nivel. En 1953, era de únicamente 478; en 1975, de 844, y en diciembre de 1987, de 1226 plazas, las cuales ocupaban 1074 miembros de carrera y 152 por designación político-administrativa.
Al igual que las Fuerzas Armadas, se trata de una carrera jerarquizada; en la Rama Diplomático-Consular, empieza por el rango de Agregado Diplomático y concluye en el de Embajador. En la Rama Técnico-Administrativa, empieza con el rango de Técnico Administrativo “C” y concluye con el de Coordinador Administrativo.
En cuanto a plazas ocupadas por miembros de carrera, al 10 de marzo del 2011 había 74 plazas de embajador, 100 de ministro, 119 de consejero, 135 de primer secretario (incluye a 1 cónsul de primera), 156 de segundo secretario (incluye 4 cónsules de segunda), 178 de tercer secretario (incluye a 3 cónsules de tercera) y 3 de agregados diplomáticos: este número de plazas se estableció a fines de la década de 1980 y no ha aumentado pese al crecimiento exponencial de los intereses de México en el mundo, el cual se refleja en el número de embajadas y consulados con el que México los atiende.
En diciembre de 1987, había 60 embajadas, 59 consulados y 7 misiones diplomáticas ante organismos internacionales, lo cual daba un total de 94 representaciones. A la fecha de este artículo, hay 73 embajadas, 70 consulados, 3 oficinas de enlace y 5 misiones ante los organismos internacionales, lo que arroja un total de 151 representaciones. Un dato que sirve para contextualizar esta cifra en relación con los intereses del Estado mexicano y su peso específico dentro del contexto internacional es que el promedio de representaciones en el mundo de los llamados países del BRIC (Brasil, Rusia, India y China) es de 209 por país.
Cabe destacar que no todas las plazas asignadas al Servicio Exterior Mexicano llegan a cubrirse con diplomáticos de carrera, puesto que existe la posibilidad de nombramientos temporales a través de una designación que podría denominarse político-administrativa, por el privilegio con que cuentan los Ejecutivos federales, con lo cual ocupan parte de esas plazas en cualquiera de los rangos y que generalmente se mantienen de manera indefinida. Debido a que hay un número finito de plazas, dichos nombramientos temporales constituyen un costo de oportunidad para el ascenso y promoción del personal de carrera.
El desfase entre el número de diplomáticos mexicanos -similar al de finales de la década de 1980- en relación con el número de representaciones existentes en el exterior invita a reflexionar con responsabilidad sobre si es menester crear nuevas plazas entre el personal del Servicio Exterior de carrera; los desafíos y oportunidades que el contexto internacional presenta hoy en día y la necesidad de tener mayor presencia de México en el mundo para enfrentarlos y capitalizarlos demandan contar con recursos humanos suficientes y de excelencia.

## Diplomáticos de carrera
Han sido nombrados en el Servicio Exterior Mexicano los siguientes personajes:
- Gilberto Bosques, embajador
- Sandra Fuentes Beráin, cónsul general en Nueva York[3]
- Alfonso García Robles, embajador y Premio Nobel de la Paz en 1982
- Rosario Green, embajadora
- Yuriria Iturriaga, miembro de carrera del Servicio Exterior Mexicano con diez años en activo en Francia y maestra en antropología de la alimentación[4]
- Octavio Paz, embajador en la India y Premio Nobel de Literatura 1990
- Sergio Pitol, Premio Cervantes
- Andrés Roemer, cónsul en San Francisco[3]
- Fernando Solana, embajador
- El 19 de noviembre del 2014, la Secretaría de Relaciones Exteriores anunció el nombramiento de 11 nuevos embajadores mexicanos en el extranjero, varios de ellos miembros del Servicio Exterior de Carrera.[5]